# Грегорійчук Петро Никифорович
Петро Никифорович Грегорійчук (11 жовтня 1914, с. Видинів Снятинського повіту Станіславівського воєводства, нині Снятинського району Івано-Франківської області — 24 травня 1990, м. Львів) — український художник, живописець.

## Життєпис
Народився в селі Видинів у родині пічника і столяра Никифора Грегорійчука і Марії Костенюк. У сім'ї було шестеро дітей: Мирослав, Софія, Ганна, Микола, Петро, Катерина. Майбутній художник зростав серед співучого довкілля, любові до природи. З 1922 до 1928 року навчався у шестирічній початковій школі у Видинові. Там вчителька і парох зауважили художній талант хлопця і порадили віддати сина на науку до Цісарсько-королівської фахової школи деревного промислу в Коломиї (тепер Коломийський політехнічний коледж), де Петро вчився з 1928 до 1932 року. Різьбу і рисунок викладав скульптор А. Трач.
Після закінчення школи в Коломиї Грегорійчук розпочинає науку у Державній школі прикладного і декоративного мистецтва у Кракові (1932–1937) на факультеті монументального живопису у Яна Буковскєґо, а під кінець навчання — у краківського живописця Генрика Узємбло та Кароля Гомоляса. Творча атмосфера і нестримне бажання вчитися далі спонукали молодого митця до вступу у 1937 році у Варшавську академію красних мистецтв на факультет живопису. Викладачем з фаху був відомий портретист Тадеуш Прушковскі. Тоді ж студентами академії були такі видатні львівські митці як Олекса Шатківський, Омелян Ліщинський, Вітольд Манастирський.
У 1939 році науку в академії перервала Друга світова війна. Петро Грегорійчук повертається на рідні землі, але Україна опинилася під червоною окупацією, і за свої політичні погляди художник мусів переховуватися, щоб уникнути арешту і смерті. 22 травня 1941 року батько, мати, Ганна, Микола і Катерина були вивезені на спецпоселення у Красноярський край (виселені з конфіскацією майна), де у 1942 році помер батько Никифір. Решта сім'ї повернулася до Видинова у вересні 1945 року. Реабілітовані у 1992 році.
На початку 1940-х років Петро Грегорійчук оселився у Львові, де став членом Спілки українських образотворчих митців (1941—1944). З 1946 року член Львівської організації Спілки художників УРСР (з 1989 Львівська спілка художників, тепер Львівська організація Національної спілки художників України). З 1955 до 11 жовтня 1963 року був відповідальним секретарем спілки за головування львівського скульптора Якова Чайки. Організував студію рисунку натури при спілці. До 1976 року був головою бюро живописної секції та секції монументального живопису.
У 1958 році одружився з Софією Сольман родом зі Стрия. У подружжя народилися дві доньки — Марічка та Зоряна. До останніх днів жив і працював у Львові. Помер митець 24 травня 1990 року. Похований на 32 полі Личаківського цвинтаря.

## Творчий шлях
Видатний український живописець та майстер станкової графіки, автор монументального розпису і декоративних панно. З 1940 року розпочав свій динамічний творчий шлях. В його особі художник, який прагнув до універсалізму, творив у різних жанрах — психологічного портрету, пейзажу, натюрморту, багато праці вкладав у жанрово-тематичні картини, охоче працював над історичною тематикою, захоплено експериментував з формою і кольором в абстрактній композиції.
Працював плідно та одержимо на ниві львівського малярства більше п'яти десятиліть, отримавши визнання як один з типових представників львівської живописної школи, що визначалася певними пошуками та особливостями колористичної палітр, які орієнтувалися на західноєвропейські традиції нового часу. Кульмінаційною картиною сорокових років є «Сільське весілля» (1945), в якій показані традиції рідного Покуття. У 1950 році художник виїжджає в Юрмалу, де створює низку настроєвих пейзажів і ескізів, які акумулюються в картині «Латвійські рибалки». П'ятдесяті роки — це гра кольором і захоплення гористими теренами південного Криму, особливо Гурзуфу, Ялти; це також поетичні натюрморти (особливо «Півонії», «Жоржини») з тонким відчуттям світла. Упродовж шістдесятих років з особливим зацікавленням і любов'ю малював свою сім'ю, гірські пейзажі Космача, гуцулів. У сімдесятих на появу нових творів надихали щорічні подорожі по Карпатах (Криворівня, Ямна, Жаб'є, Микуличин). Вісімдесяті роки — це милування дорогим серцю Львовом, народження композиційних архітектурних пейзажів. 1990 — розквіт і буяння кольору.
Петро Грегорійчук провадив активну виставкову діяльність, як в Україні, так і за її межами, починаючи з 1943 року — 58 художніх виставок (Львів, Київ, Ужгород, Чернівці, Запоріжжя, Рига, Варшава, Краків, Токіо, Москва). У 1985 році художник подарував 97 картин Львівській картинній галереї (тепер Львівська національна галерея мистецтв імені Бориса Возницького), а також деякі роботи Музею українського мистецтва (тепер Національний музей імені А. Шептицького) після персональної виставки, яка відбулася у приміщенні музею (понад 100 робіт). Частина творів зберігається в музеях України (Київ, Львів, Тернопіль, Кропивницький, Володимир) і за кордоном (Токіо, Москва, Ульяновськ, Магнітогорськ), у приватних колекціях (Україна, Польща, Литва, Росія, Канада, США). Твори у галузі монументального розпису та декоративного панно оздоблюють міста Тернопіль, Івано-Франківськ, міста в Луганській області, Тирасполь, Ставрополь.